# Meubelia leytensis
Meubelia leytensis är en insektsart som beskrevs av Kevan, D.K.M. 1974. Meubelia leytensis ingår i släktet Meubelia och familjen Pyrgomorphidae. Inga underarter finns listade i Catalogue of Life.